# Jüdischer Friedhof (Lauterbach)

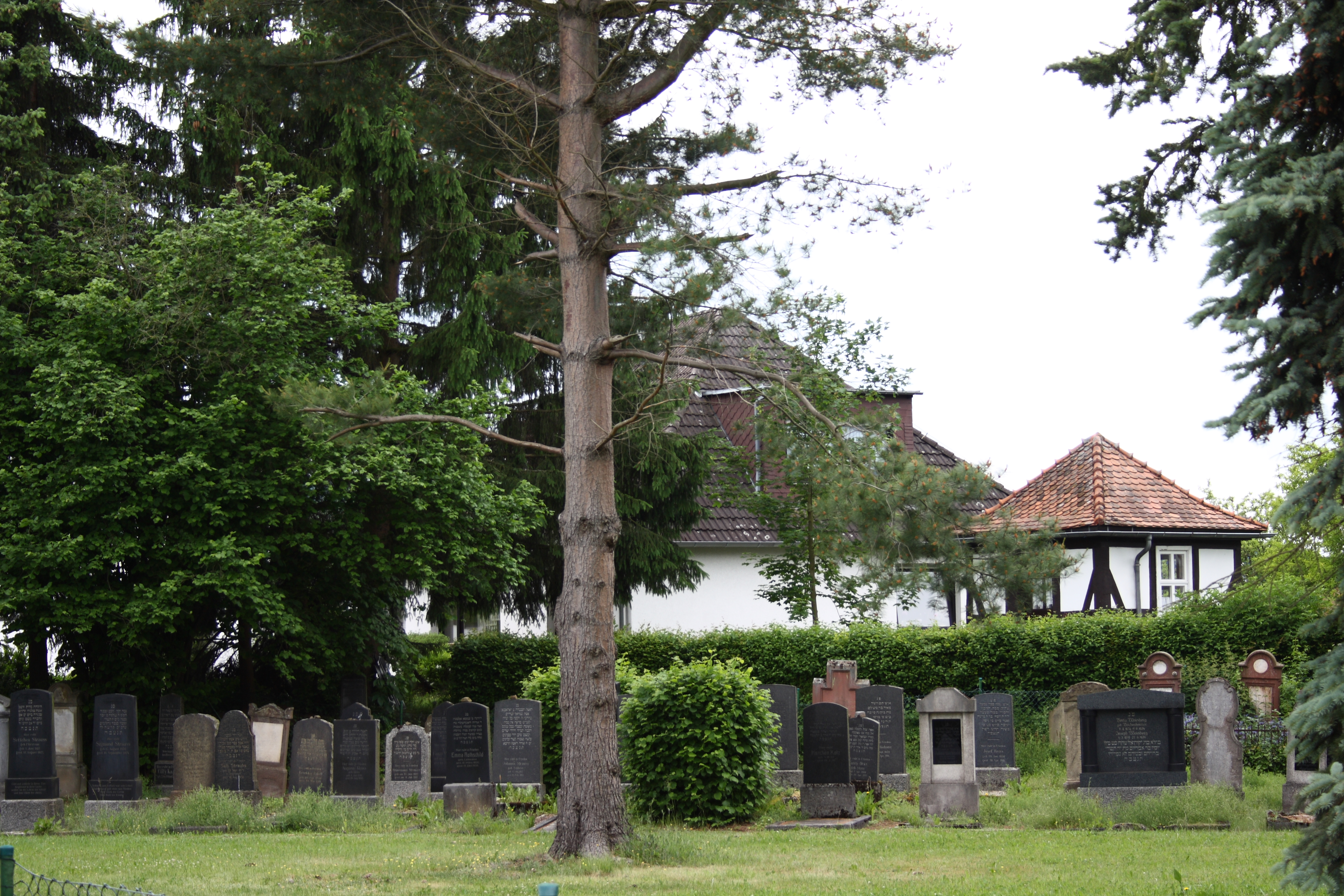
Jüdischer Friedhof in Lauterbach

Der Jüdische Friedhof in Lauterbach, der Kreisstadt des Vogelsbergkreises in Hessen, befindet sich westlich vom kommunalen, christlichen Friedhof am Ende der Straße Am Kalkofen, direkt an der Einmündung in die Ortsumgehungsstraße.

## Geschichte
Der jüdische Friedhof in Lauterbach wurde 1898 auf dem von Samuel Strauss gestifteten Grundstück angelegt. Dies geschah im gleichen Jahr der offiziellen Gründung der jüdischen Gemeinde Lauterbach (nach Information der Stadt Lauterbach soll die Gründung im Jahr 1884 erfolgt sein). Der Friedhof diente auch der jüdischen Gemeinde aus Herbstein als Begräbnisstätte der verstorbenen Gemeindemitglieder.
Die erhaltenen Grabsteine wurden aus Sandstein und Granit mit hebräischen, wie auch deutschen Inschriften hergestellt und sind in vier Reihen in Ost-West-Richtung ausgerichtet. Die älteren Grabsteine aus Sandstein weisen eine traditionelle, dem Klassizismus verpflichtete Stelenform auf. Bei den jüngeren Grabsteinen aus Granit erscheint auch die Form der Ädikula. Hervorzuheben sind zwei Grabsteine mit barockisierender Gestaltung und die Einzäunung für ein Doppelgrab aus Eisen.
Die erste Beisetzung auf dem Friedhofwar diejenige von Jette Seligmann (gestorben im August 1899), die letzte war diejenige von Karoline Strauß am 21. Januar 1938. Es sind nach einer neueren Dokumentation 54 Grabsteine mit den dazugehörigen Grabstellen nachweisbar.
Der jüdische Friedhof Lauterbach ist mit allen Grabdenkmalen und den erhaltenen Teilen der Einfriedung als Kulturdenkmal mit der Nummer 65784, aus geschichtlichen und wissenschaftlichen Gründen, eingetragen.